# Устивицький район
Устивицький район — адміністративно-територіальна одиниця УРСР, що існувала з 1923 по 1925 роки в складі Лубенської округи Полтавської губернії УСРР. Районний центр — село Устивиця.

## Історія
Створений 7 березня 1923 року, у складі Лубенської округи, відповідно до постанови президії ВУЦВК про адміністративно-територіальний поділ Полтавської губернії, з 13 сільських рад Устивицької та Багачанської волостей Миргородського повіту. Кількість сільрад було зменшено до 9.
Площа території новоутвореного району складала 363 кв. версти, населення — 24 014 осіб.
Ліквідований 1925 року, територію та населені пункти передано до складу Великобагачанського району.